# Ґлазиця
Ґлазиця (пол. Głazica) — село в Польщі, у гміні Шемуд Вейгеровського повіту Поморського воєводства.
Населення — 198 осіб (2011).
У 1975-1998 роках село належало до Гданського воєводства.

## Демографія
Демографічна структура станом на 31 березня 2011 року:
|          | Загалом | Допрацездатний вік | Працездатний вік | Постпрацездатний вік |
| -------- | ------- | ------------------ | ---------------- | -------------------- |
| Чоловіки | 106     | 23                 | 77               | 6                    |
| Жінки    | 92      | 27                 | 54               | 11                   |
| Разом    | 198     | 50                 | 131              | 17                   |